# Chiesa di Sant'Antonio Abate (Algua)
La chiesa di Sant'Antonio Abate è un luogo di culto cattolico di Rigosa, frazione di Algua, in provincia e diocesi di Bergamo. Chiesa parrocchiale dal 1456 facente parte del vicariato di Selvino-Serina.

## Storia
La prima testimonianza di una chiesa presente in quello che era il comune di Rigosa, risulta indicata nel libro censuale del 1464 dal vescovo di Bergamo Giovanni Barozzi, nominata come edificio parrocchiale, smembrato insieme all'antica chiesa di San Pietro, dalla chiesa di San Lorenzo di Costa Serina il 19 ottobre 1456 con atto notarile rogato dal notaio Giovanni Francesco Salvetti.
La chiesa fu edificata su una precedente dedicata a Santa Maria della Lanchetta di cui rimane testimonianza negli archivi notarili. Alcune tracce cinquecentesche sono presenti anche nella chiesa che ne confermano la presenza. Sarebbero infatti del periodo due affreschi recuperati nei lavori di restauro del Novecento: uno raffigurante Santa Chiara strappato e conservato nei locali della sagrestia, e il secondo raffigurante sant'Onofrio visibile sulla scala che conduce all'organo; l'antica chiesa aveva il tradizionale orientamento a est. Non si conosce la data della nuova consacrazione dato che risulta da sempre festa patronale il 18 di gennaio, data dedicata al santo egiziano.
Gli atti della visita pastorale del 27 settembre 1575 di san Carlo Borromeo, la indicano sussidiaria della pieve di Dossena, come indicato dagli atti del sinodo diocesano del 1568 voluto dal vescovo Federico Corner e confermati dal III sinodo: Acta synodalia bergomensis ecclesiae  del 1574. La sussidiarietà è confermata nella relazione del vescovo Gregorio Barbarigo del 1658.
La relazione del Borromeo la descrivono completa di quattro altari e con la presenza della congregazione della Misericordia Maggiore, mentre l'altare maggiore godeva del giuspatronato della scuola del Corpo di Cristo.

Il documento stilato dal cancelliere Gio Giacomo Marenzi del 1666-1667: Sommario delle sacre chiese di Bergamo e diocesi riporta la chiesa facente parte della pieve di Dossena.

Nel 1861 dagli atti conservati presso l'archivio diocesano di Bergamo si evince che la chiesa aveva il giuspatronato sul santuario della Madonna del Perello di Algua.
La chiesa originaria fu ricostruita nel 1761. Nel 1882 fu soggetta a lavori di manutenzione e mantenimento con la nuova decorazione nel 1884 e indoratura degli stucchi nel 1896. L'edificio ebbe bisogno di ulteriori lavori di restauro nel 1920. 
Fino al 12 aprile 1942 i capifamiglia di Rigosa avevano il diritto di nomina del parroco. Con decreto del 27 maggio 1979 la parrocchia entrò a far parte del vicariato di Selvino-Serina, e con decreto ministeriale del 1986 rispondendo alla necessità di riconoscere civilmente l'ente ecclesiastico la nuova parrocchia prese il nome di Parrocchia dei santi Antonio Abate e Pietro Apostolo e Martire mantenendo la sede a Rigosa.

## Descrizione
La chiesa fu descritta dal Calvi nel 1676 riprendendo le parole del parroco: 
Nota dell'essere della chiesa parochiale di Rigosa

Prima. La predetta chiesa è titolata di Sant'Antonio abate.
L'instituctione d'essa non si ritrova per essere anticha.
La dedicatione si celebra li 18 ginaro.
Li altari sono quattro, cioè il titolo sudetto, l'altare del Rosario, di Sant'Antonio
di Padova et di San Rocco.
Argenterij in essa non ve ne sono, se non un calice et ostensorio.
Circa le scole vi sono due scole, una del Santissimo nella quale sono assignati
i confratelli.
L'altra del Rosario, ove sono assegnati i fratelli.
In essa chiesa non si predica se non dal proprio curato.
Il numero dellanime è di 150 incerca.»
(Donato Calvi-1676)

## Esterno
La facciata dal tradizionale orientamento a est si presenta completamente intonacata e dipinta a fresco divisa su due ordini. L'ingresso principale con i contorni in pietra leggermente curvo nell'architrave si presenta dalle forme molto semplici. La parte superiore presenta un'ampia finestra sempre con la parte superiore ricurva, atta a illuminare l'aula. La parte superiore è più ristretta e terminante con due speroni riparati da lamina di rame. La facciata culmina con le ampie ali del tetto atte a riparare la facciata dalle piogge.
La parte a ovest prosegue con la cappella dedicata alla Madonna avente le medesime caratteristiche architettoniche e di colore di quella dell'edificio di culto.
La facciata della chiesa prosegue con la torre campanaria che si accompagna al porticato posto sulla parete a est avente quattro aperture ad archi a tutto sesto, avente per ogni campata la volta a tazza.

## Interno
L'unica navata dell'aula è divisa in cinque campate da doppie lesene aventi la zoccolatura in marmo occhialino aggiunta nel 1906 e culminanti con il capitello corinzio. Questo impianto regge l'architrave con fregio e il soprastante cornicione posto su tutto il perimetro dell'aula e della parte presbiteriale. L'aula è illuminata dalla grande apertura posta sulla facciata e dalle quattro, due per lato, presenti sopra il cornicione; due altre aperture sono presenti sul presbiterio e sul coro.
La prima campata della chiesa conserva la statua di san Luigi e ha l'apertura che collega con la cappella della Madonna. I confessionali lignei sono posti nella seconda cappella, di cui uno in noce del settecentesco, opera lignea di pregevole fattura con cariatidi finemente intagliate. Nella terza campata a sinistra è conservato il settecentesco pulpito il legno laccato e dorato, avente sul lato corrispondente l'ingresso laterale completo di bussola lignea. Nella quarta campata vi sono le due cappelle dedicate a sinistra quella della Madonna del Carmine che conserva due seicenteschi angeli lignei e a destra del Santissimo cuore di Gesù. La quinta presenta una parte curva atta a collegarsi all'arco trionfale. Questa parte ha le due entrate verso la sagrestia e verso l'organo. 

Al presbiterio si accede da tre gradini, presenta un soffitto a tazza ribassata e terminante l'abside con il coro che si uscire alla copertura a catino dello spazio presbiterale. Il polittico ligneo dorato policromo risalente al Cinquecento è la pala d'altare maggiore. Vi sono le statue di Dio Padre, di sant'Antonio abate, san Giovanni Battista e san Pietro diviso in tre sezioni da colonne strigilate e rudentate. Non si conosce l'autore dell'opera se non che fosse un certo Dolci, originario di Costa Serina. L'opera fu restaurata nel 1966 da Angelo Gritti. In legno dorato e intagliato è anche l'altare maggiore eseguito nel 1770 da Giacomo Fagioli, che collaborò con più opere per la fabbriceria della chiesa. Tutti gli affreschi della volta e della cappella della Madonna furono ricolorati nel 1920 da Gian Battista Paganessi. Se il Settecento aveva visto un grande rinnovamento dell'edificio così il Novecento ebbe una ritinteggiatura con la costruzione di un nuovo altare e il riordino del sagrato esterno.
La chiesa conserva anche tele di autori ignori, particolarmente interessante è l'affresco posto sopra sulla controfacciata raffigurante la Presentazione di Maria ai dottori del tempio.

### Campanile
La torre campanaria s'innalza a fianco della facciata edificata sulle fondamenta di quella precedente nel 1692 in pietra lavorata. Fu nuovamente innalzata nel 1820 e poi nel 1913 date che sono impresse scolpite sulla pietra. Nel 1822 fu inserito il concerto delle campane in fa maggiore fuse dalla ditta Crespi di Crema e consacrate dal vescovo Pietro Mola. A causa della requisizione nella seconda guerra mondiale delle campane, nel 1953 furono rifuse dalla ditta Carlo e Angelo Ottolina con un concerto in re grave e consacrate il 28 maggio dal vescovo Giuseppe Maggi. L'orologio fu posto dalla ditta Pagani solo nel 1983 a quattro quadranti.